# Libnov
Libnov (německy Liebenau) je malá vesnice, část obce Krajková v okrese Sokolov v Karlovarském kraji. Nachází se asi 1,5 kilometru severně od Krajkové, při okraji přírodního parku Leopoldovy Hamry. Je zde evidováno 29 adres. V roce 2011 zde trvale žilo 25 obyvatel.
Libnov je také název katastrálního území o rozloze 3,81 km².

## Historie
První písemná zmínka o vesnici pochází z roku 1420.

## Obyvatelstvo
Při sčítání lidu v roce 1921 zde žilo 393 obyvatel, všichni německé národnosti. Všichni obyvatelé se hlásili k římskokatolické církvi.
Část obyvatel se v minulosti živila v rudním hornictví. V katastru obce se na jižních svazích Šibeničního vrchu (666 m) těžila olověná ruda. Bohaté výtěžky poskytovaly doly zejména ke konci 17. století. Po odsunu německého obyvatelstva po druhé světové válce došlo k výraznému poklesu počtu obyvatel, obec se podařilo dosídlit jen částečně. Libnov se stal místem chalupářů, působí zde větší zemědělská farma s chovem skotu.
| Rok            | 1869 | 1880 | 1890 | 1900 | 1910 | 1921 | 1930 | 1950 | 1961 | 1970 | 1980 | 1991 | 2001 | 2011 | 2021 |
| -------------- | ---- | ---- | ---- | ---- | ---- | ---- | ---- | ---- | ---- | ---- | ---- | ---- | ---- | ---- | ---- |
| Počet obyvatel | 400  | 402  | 329  | 331  | 380  | 393  | 450  | 82   | 76   | 64   | 45   | 27   | 36   | 25   | 33   |
| Počet domů     | 58   | 63   | 63   | 59   | 61   | 64   | 81   | 79   | -    | 18   | 14   | 18   | 16   | 16   | 20   |

## Obecní správa
Při sčítání lidu v letech 1850–1879 Libnov byl osadou obce Krajková v okrese Falknov. V letech 1880–1952 byl samostatnou obcí v okrese Falknov nad Ohří (v letech 1890–1910 Falknov). Od roku 1953 je opět částí obce Krajková v okrese Sokolov.

## Pamětihodnosti
- Kaplička Marie Pomocné – kulturní památka neznámého stáří, obnovená roku 1738, zrekonstruovaná roku 2015. Podle historických pramenů je to nejstarší kaplička v okolí.[13][14]